# Decimotercer problema de Hilbert
El decimotercer problema de Hilbert (uno de los conocidos como veintitrés Problemas de Hilbert, publicados en 1900 por el matemático alemán David Hilbert), implica probar si existe una solución para todas las ecuaciones de séptimo grado utilizando funciones algebraicas (variante: funciones continuas) de dos argumentos. Inicialmente se presentó en el contexto del nomograma, y en particular en la "construcción nomográfica", un proceso mediante el cual se compone una función de varias variables utilizando funciones de dos variables. El caso para funciones continuas fue resuelto en 1957 por Vladímir Arnold, cuando probó el teorema de representación de Kolmogórov-Arnold, pero la variante para funciones algebraicas sigue sin resolverse.
Demostraron que cualquier función continua de cualquier número de variables se puede representar como una superposición de funciones continuas de una y dos variables (y además, que en tal representación se puede prescindir de funciones continuas de una variable, y que además, las funciones de dos variables toman la forma de la suma siguiente):
{\displaystyle f(x_{1},\dots ,x_{n})=\sum _{q=0}^{2n}\Phi _{q}\left(\sum _{p=1}^{n}\psi _{q,p}(x_{p})\right).}
Las funciones {\displaystyle \Phi _{q}} y {\displaystyle \psi _{q,p}}, sin contar cero, no requieren más de {\displaystyle (n+1)(2n+1)} sumandos; y en particular, para dos variables no más de 15, y para tres variables no más de 28.

## Introducción
Hilbert consideró la ecuación de séptimo grado
{\displaystyle x^{7}+ax^{3}+bx^{2}+cx+1=0}
y preguntó si su solución, x, considerada en función de las tres variables a, b y c, puede expresarse como la composición de un número finito de funciones de dos variables.

## Historia
Anteriormente, se sabía que las ecuaciones de grados hasta el cuarto inclusive, se pueden resolver en radicales: para obtener sus soluciones existen fórmulas explícitas (como el método de Cardano y el método de Ferrari para ecuaciones de tercer y cuarto grados, respectivamente). Para las ecuaciones de grados que desde el quinto y superiores, su irresolubilidad mediante radicales quedó establecida mediante el teorema de Abel-Ruffini. Sin embargo, la transformación de Tschirnhaus permite reducir la ecuación general de grado n > 4 a una forma libre de coeficientes para {\displaystyle x^{n-1}}, {\displaystyle x^{n-2}} y {\displaystyle x^{n-3}}; para n = 5 este resultado fue obtenido por Bring en 1786, y para el caso general por Gerard en 1834. Por lo tanto, después de una renormalización adicional, la resolución de ecuaciones de grados 5, 6 y 7 se redujo a la resolución de ecuaciones de la forma
{\displaystyle x^{5}+ax+1=0},
{\displaystyle x^{6}+ax^{2}+bx+1=0,}
{\displaystyle x^{7}+ax^{3}+bx^{2}+cx+1=0}
dependiendo de uno, dos y tres parámetros, respectivamente.
Hilbert planteó originalmente su problema para funciones algebraicas (Hilbert 1927, "... Existenz von algebraischen Funktionen ...", es decir, "... existencia de funciones algebraicas ..."; véase también Abhyankar 1997, Vitushkin 2004). Sin embargo, Hilbert también preguntó en una versión posterior de este problema si hay una solución en la clase de las funciones continuas.
Una generalización de la segunda variante ("continua") del problema es la siguiente pregunta: ¿Puede cada función continua de tres variables expresarse como una composición de un número finito de funciones continuas de dos variables? La respuesta afirmativa a esta pregunta general fue dada en 1957 por Vladímir Arnold, entonces de solo diecinueve años y estudiante de Andréi Kolmogórov. Kolmogórov había demostrado el año anterior que cualquier función de varias variables se puede construir con un número finito de funciones de tres variables. Arnold luego amplió este trabajo para demostrar que de hecho solo se requerían funciones de dos variables, respondiendo así a la pregunta de Hilbert cuando se plantea para la clase de las funciones continuas.
Arnold volvió más tarde a la versión algebraica del problema, junto con Gorō Shimura (Arnold y Shimura 1976).